# Mingijan Walerjewitsch Bewejew
Mingijan Walerjewitsch Bewejew (russisch Мингиян Валерьевич Бевеев; * 30. November 1995 in Elista) ist ein russischer Fußballspieler.

## Karriere
Bewejew begann seine Karriere bei Wolgar Astrachan. Im Januar 2015 rückte er in den Profikader Wolgars, zum Einsatz kam er allerdings nie. Zur Saison 2015/16 wurde er an den Drittligisten MITOS Nowotscherkassk verliehen. Für MITOS kam er zu 22 Einsätzen in der Perwenstwo PFL, in denen er acht Tore erzielte. Zur Saison 2016/17 kehrte er wieder nach Astrachan zurück, wo er aber erneut nie zum Einsatz kam. Im Februar 2017 wurde er ein zweites Mal verliehen, diesmal an den Drittligisten Nosta Nowotroizk. Für Nosta kam er bis Saisonende in allen acht Partien zum Einsatz. Zur Saison 2017/18 wurde er von Nosta fest verpflichtet.
Nach weiteren 15 Einsätzen bis zur Winterpause wechselte Bewejew im Januar 2018 zur Reserve von Ural Jekaterinburg. Im März 2018 stand er auch erstmals im Kader der Profis, kam für diese aber noch nicht zum Einsatz. Für die Reserve absolvierte er ein Drittligaspiel. Im September 2018 gab er im Cup sein Debüt für die erste Mannschaft Urals. Dies blieb sein einziger Saisoneinsatz, für Ural-2 absolvierte er 16 Partien. In der Saison 2019/20 spielte er bis zur Winterpause ausschließlich für die Zweitmannschaft und kam zu 14 Einsätzen.
Im Januar 2020 schloss der Außenverteidiger sich dem Drittligisten Kamas Nabereschnyje Tschelny. Da die Saison COVID-bedingt abgebrochen wurde, debütierte er für Kamas erst in der Saison 2020/21. Für das Team spielte er 22 Mal in der PFL, mit Kamas stieg er in die Perwenstwo FNL auf. Im Juli 2021 debütierte er gegen Alanija Wladikawkas in der zweiten Liga. Bis zur Winterpause 2021/22 absolvierte er 24 Zweitligapartien. Im Januar 2022 wechselte er zum Ligakonkurrenten FK Jenissei Krasnojarsk. Für Jenissei spielte er elfmal in der FNL. Zur Saison 2022/23 kehrte Bewejew wieder nach Jekaterinburg zurück. Im Juli 2022 gab er schließlich gegen den FK Orenburg sein Debüt in der Premjer-Liga.